# Microcerberus remyi
Microcerberus remyi är en kräftdjursart som beskrevs av Claude Chappuis 1953. Microcerberus remyi ingår i släktet Microcerberus och familjen Microcerberidae. Inga underarter finns listade i Catalogue of Life.